# 摩斯漢堡

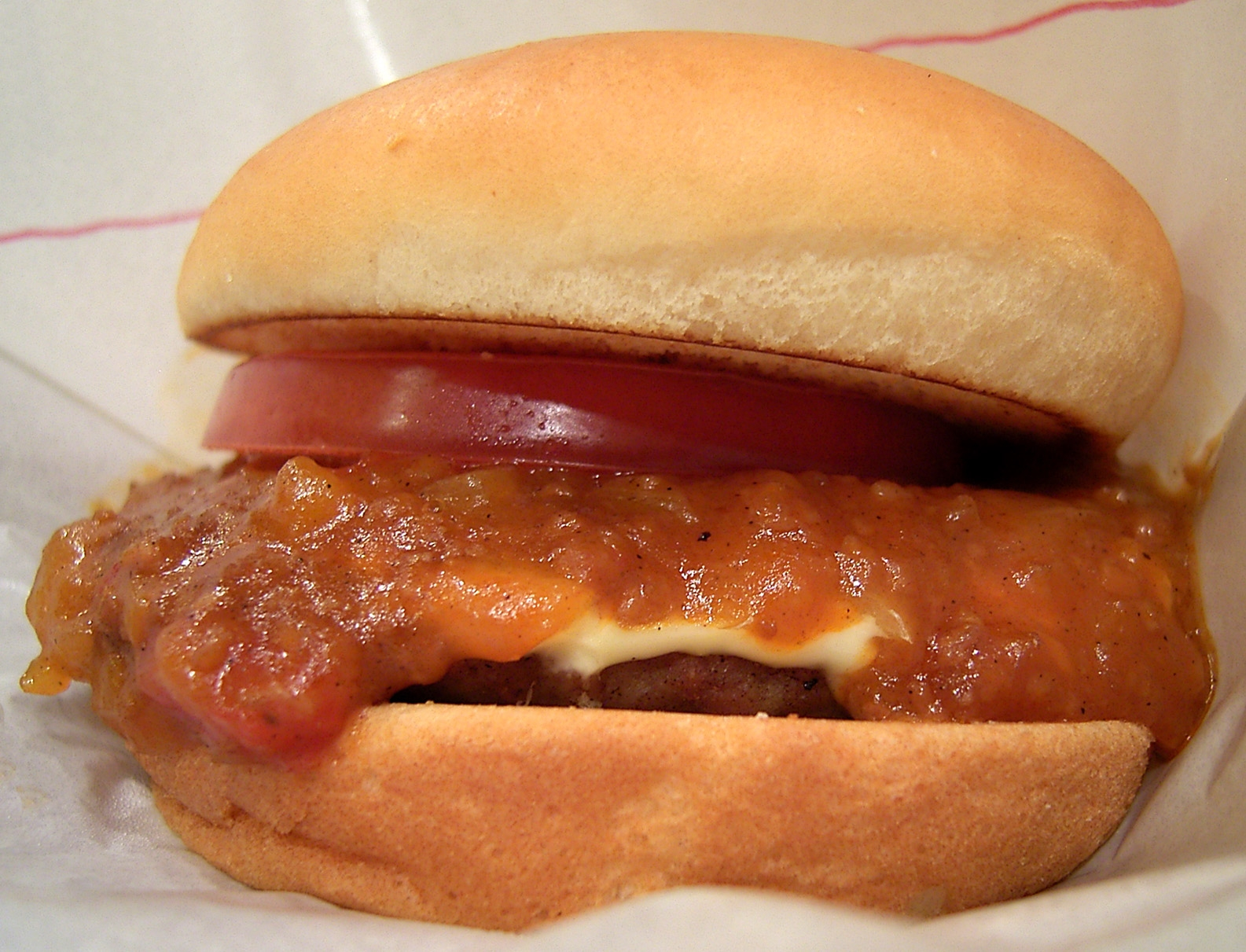
摩斯漢堡

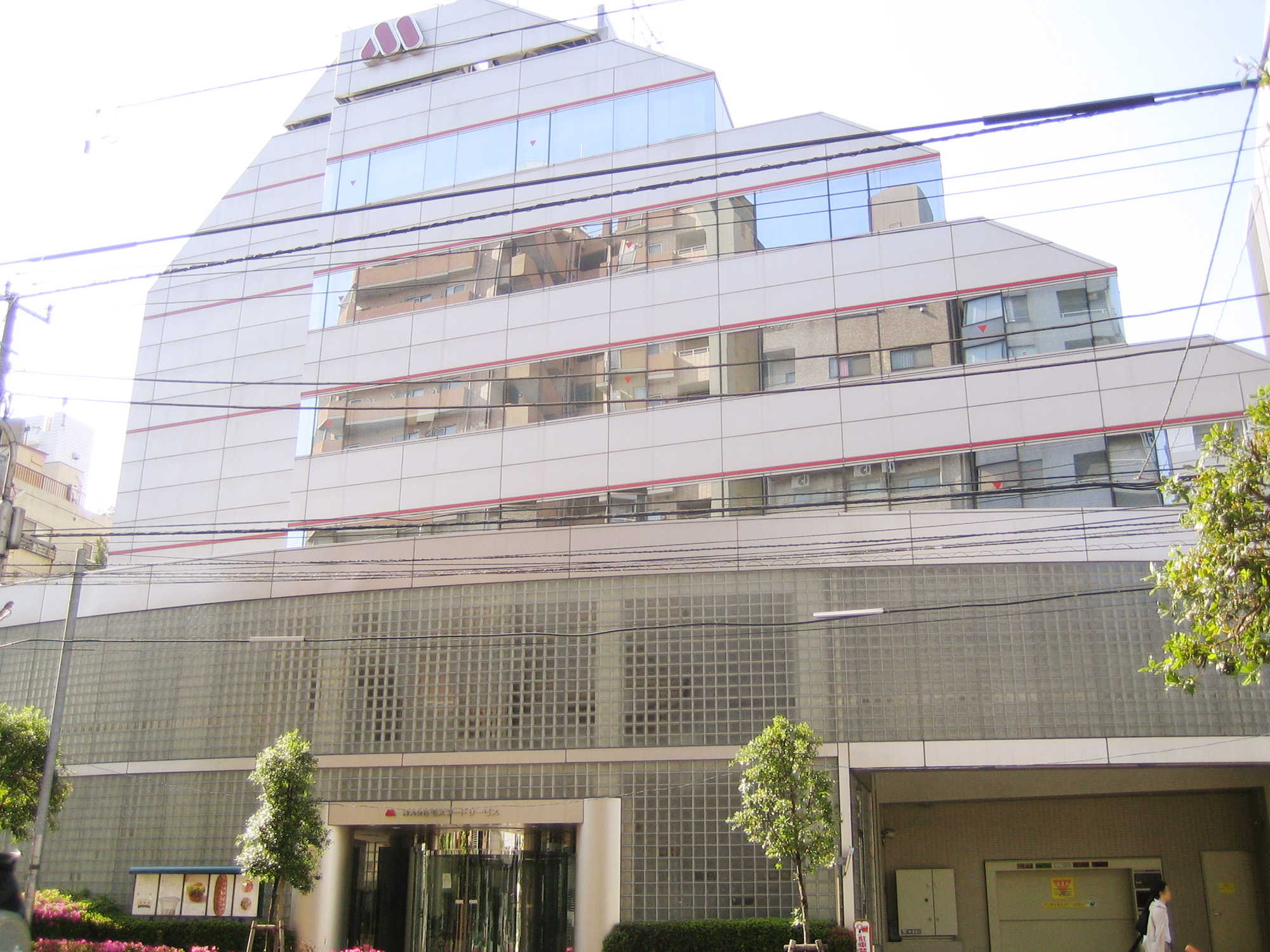
摩斯食品服務公司舊總部大樓

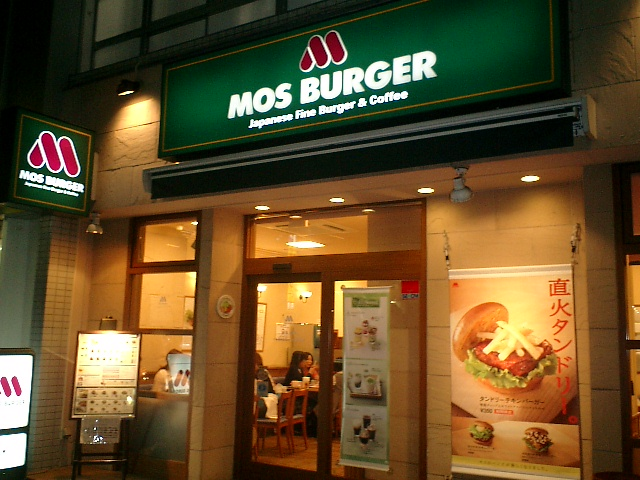
摩斯漢堡 東京店

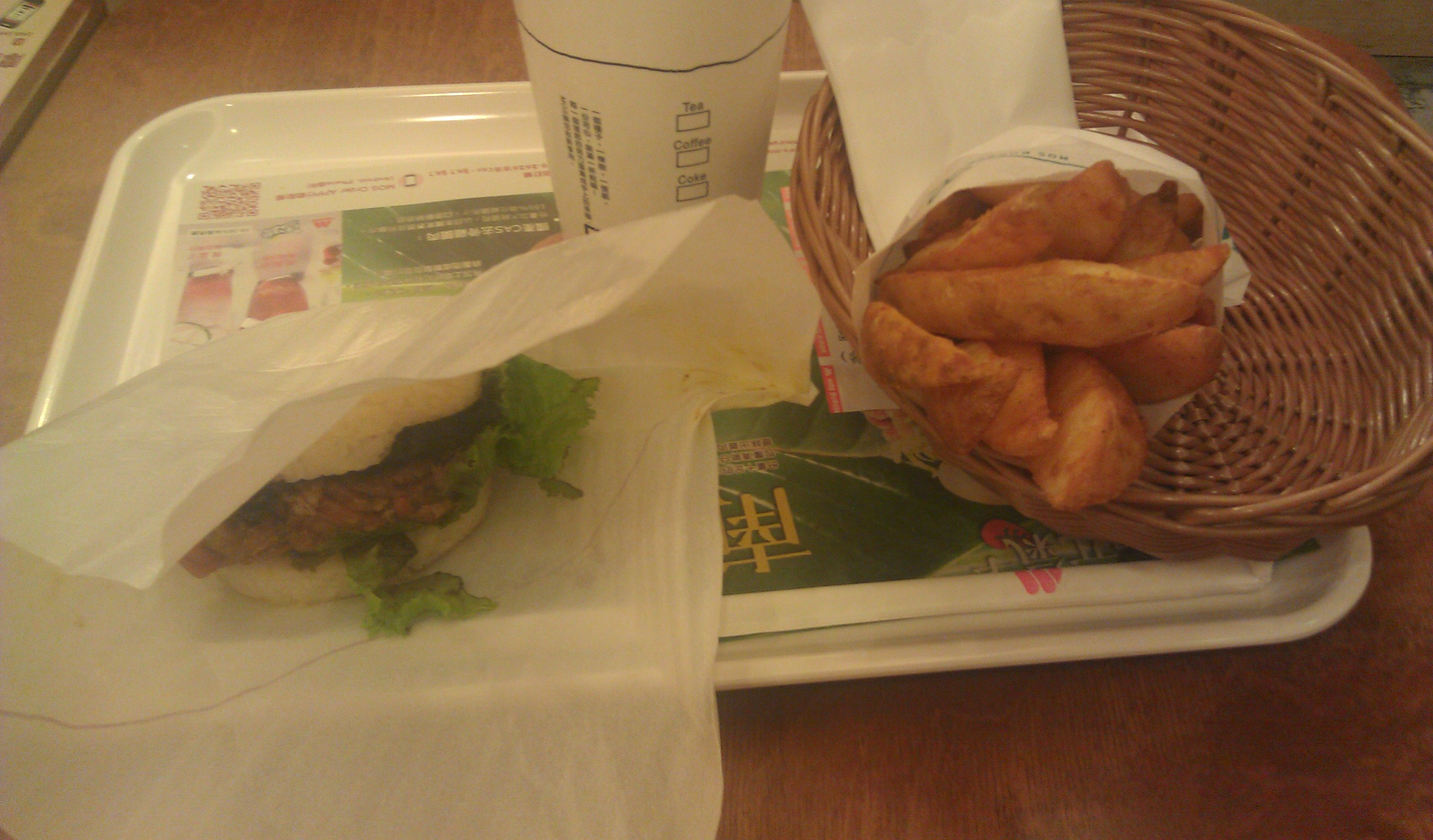
臺灣摩斯販售的米漢堡套餐

摩斯漢堡（日語：モスバーガー）是源自日本的跨國連鎖速食餐廳（快速休閒餐廳），由櫻田慧與渡邊和男、吉野祥於1972年在東京創立。至今業務已擴展至全世界，但其主要的分佈點還是集中在於亞洲；截至2021年11月，全球共開設1,721間門市，其中1,278間在日本。

## 名稱
「MOS」是創辦人櫻田慧（1937年1月19日 - 1997年5月24日）之前創立的「銷售管理系統」，英文稱Merchandising Organizing System的縮寫。
現在，「MOS」意為MOST delicious，後來又演變為Mountain「像高山一樣，氣勢雄偉」、Ocean「像海洋一樣，心胸寬闊」、Sun「擁有像太陽一般燒不盡的熱情」。

## 介紹
摩斯漢堡向來素以「米漢堡」的發明者聞名，是一種結合日本傳統飯糰食品與西式漢堡概念而成，以稻米（白米或有機米）壓制成的「米板」取代麵包來製作漢堡的混種食物，漢堡裡的內餡也大都採用傳統日本料理的菜色，如日式燒肉、炒牛蒡等。
與大部分其他速食店求快求經濟的訴求不同，摩斯漢堡在企業形象方面特別強調「素材嚴選」以及「點餐後製作」等原則。其較佳的產品品質表現與清新的口味，使其在都會區客群受到不少青睞；但相對的，其產品價格較其他同業為高，以及餐點現做所帶來較慢的服務效率，是經常被提及的缺點。
另外，摩斯漢堡也重視環境及健康問題，例如在店內各顯眼處備有洗手台、以及洗手乳與消毒酒精液。其食品多為低脂低熱量，甚至推出以生菜代替麵包包裹的新式漢堡。
台灣東元集團與日本摩斯食品服務（摩斯漢堡母公司）合資成立的安心食品服務公司，擁有摩斯漢堡在台灣、新加坡、澳洲、中國大陆的特許經營權。

## 日本國內

### 日本
- 1972年3月：東武東上線「成增站」實驗店開業。
- 1972年7月：モス・フード・サービス（Mos Food Service）成立。
- 1973年5月：「テリヤキバーガー」（蜜汁烤肉堡）開始販賣。
- 1984年6月：「テリヤキチキンバーガー」（蜜汁烤雞堡）開始販賣。
- 1987年12月：「モスライスバーガー」（摩斯米漢堡）開始販賣。
- 1990年12月：「モスライスバーガーやきにく」（摩斯燒肉珍珠堡）開始販賣。
- 1991年7月：「スパイシーシリーズ」（辛味系列）開始販賣。
- 1992年9月：「モスチキン」（和風炸雞）開始販賣。
- 2004年，推出以綠色為招牌主題色的新型店舖「綠摩斯」（緑モス），相對於過往以紅色為招牌題色的「紅摩斯」（赤モス），綠摩斯的定位為快速休閒餐廳，藉由休閒風格的店面裝潢、與健康取向的菜單品項，提升品牌的整體質感。原本計畫將紅摩斯的店舖逐漸轉換成綠摩斯，但因改裝成本偏高，引起加盟主不滿而叫停，改為僅將店面裝潢轉換為綠摩斯，菜單品項則維持原來的風格不斷。
- 2004年1月：「日本のバーガー匠味レタス」開始販賣。
- 2005年3月：「日本のバーガー匠味十段」開始販賣，定價1000日圓。

### TWN

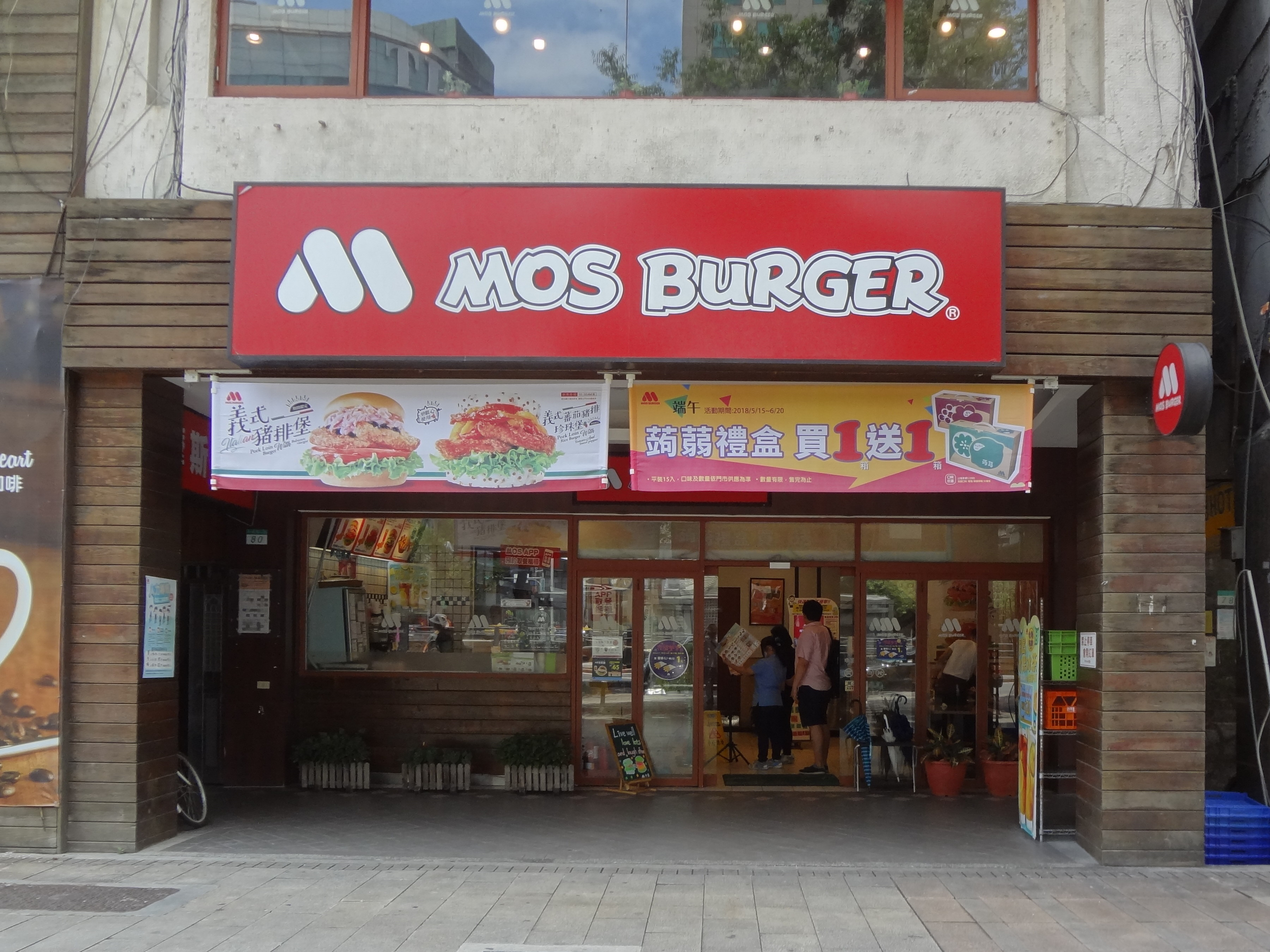
摩斯漢堡台北中華店

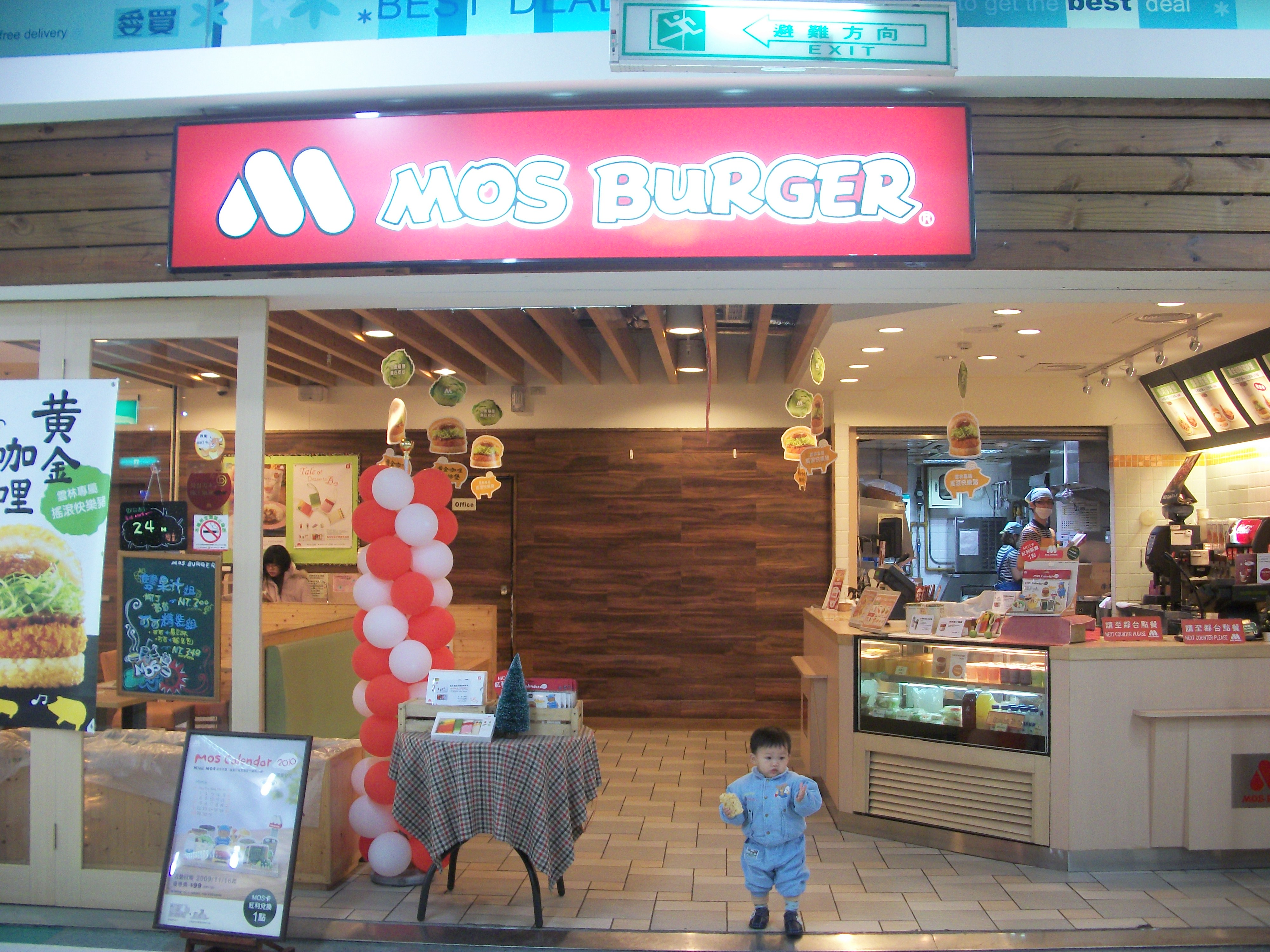
摩斯漢堡台中中港店

## 日本海外

### 臺灣

#### 簡介
台灣的摩斯漢堡由東元集團旗下的安心食品服務公司經營，由東元集團（約佔7成3股份）與摩斯漢堡合資，於1990年11月創立。日本摩斯漢堡母公司另在台灣成立子公司魔術食品，做為台灣摩斯漢堡的主要食材供應商（如：帕隄、醬料、附餐）。摩斯漢堡雖然在台灣的速食連鎖店中價位相對偏高，份量也略少，不過仍就以日式的服務、精緻的口感以及健康概念的訴求獲得好評與支持。
摩斯漢堡已將部分店面改為24小時營業，為台灣繼麥當勞之後第二家推出24小時無休之連鎖速食店。在台北市及部分高鐵站可以見到摩斯漢堡與樂雅樂餐廳（Royal Host）合併的複合式店面，後者亦為東元集團與日商的合資企業。大部分店面皆有Wi-Fi無線網路，且大部份店面都慢慢增設有電插座。
目前「凱薩熱狗堡-Keema醬」、「咖哩豬珍珠堡」、「匠味熱狗堡」、「韓式燒肉珍珠堡」只在捷運三民高中店販售。
目前「辣吉利和牛堡」、「雙層摩斯漢堡」、「雙層摩斯吉士堡」、「韓式燒肉珍珠堡」、「夏威夷鮮蔬沙拉（L）」只在桃園機場第二航廈門市販售（管制區內）。

#### 發展
- 台灣摩斯漢堡的首家分店「新生南路店」1991年2月於台北市大安區新生南路1段開業（今「新生店」），近幾年來於全台大規模展店（大學校園內也不斷增設），目前已躍居台灣第二大連鎖速食店；
- 2003年8月：摩斯漢堡松江旗艦店成立。
- 2008年10月，摩斯漢堡與中華航空合作，於台北－紐約（台北－安克雷奇－紐約）、台北－悉尼以及台北－布里斯本等三條航線的班機經濟艙上，供應摩斯米漢堡。第141家分店「新竹SOGO店」在2008年10月開幕，台灣的摩斯漢堡的分店總數也因此開始超越台灣的肯德基。
- 2008年11月20日：東部第一家摩斯漢堡台灣店號168店「宜蘭新月店」開幕，2018年11月牽櫃於2019年農曆年前重新營業。
- 2009年5月4日：台灣「台中公益店」於台中市開業。
- 2009年5月11日：台灣「內湖亞太店」於台北市內湖區開業。
- 2009年12月11日：台灣第157間分店「蘆洲長榮店」於台北縣蘆洲市（今新北市蘆洲區）開業。
- 2010年7月：台灣店號199店「101店」在台北101購物中心正式開幕。
- 2011年5月16日：台灣店號216店「實踐大學店」，於台北市中山區10463大直街59號大直社區開幕。
- 2011年12月15日：安心食品成功在證券櫃檯買賣中心上櫃（櫃買中心：1259），成為台灣第一家踏入股票市場的速食業者。
- 2012年起，跟南仁湖集團合作在西螺服務區南向及北向、東山服務區開設國道店。
- 2012年4月中旬摩斯漢堡於金門民權路開幕，成為外島第一家駐點速食店。
- 2013年6月26日：台灣店號276店「林口仁愛店」於新北市林口區正式開幕。
- 2015年12月1日：台灣高鐵新三站開通營運設立苗栗、彰化、雲林站店。
- 2015年受社會食品安全事件影響，摩斯全面將鮮乳換為光泉、漢堡麵包也換為義美食品。
- 2016年12月1日：考量基隆市近年來旅遊人數攀升，設立基隆第二家摩斯漢堡「基隆站前店」。
- 2017年6月14日：於台東市設立第一家摩斯漢堡店，這也是台灣本島最後一個設立的縣市，中華民國有效所轄領土中目前僅剩連江縣未開設。
- 2018年4月30日摩斯漢堡日月潭店正式結束營業。
- 2019年9月23日：摩斯漢堡宜蘭縣內三家店鋪皆獲得108年宜蘭縣餐飲衛生分級評選 優良認證獎章。
- 2020年12月1日：考量宜蘭縣近年來旅遊人數攀升，在羅東車站內設立羅東第二家摩斯漢堡「羅東車站店」。
- 2020年9月7日: 台灣摩斯衝刺數位化 ，正式創立安惠資訊科技股份有限公司 以3Q創新策略中商品、服務、環境品質思維，積極拓展數位轉型。

截至2022年1月，全台共開設303間門市。

#### 爭議事件
- 2013年10月初，摩斯漢堡銷售之馬鈴薯類商品「金黃薯」含致毒物質「龍葵鹼」，因消費者吃了後嘴巴出現發麻情形，經臺中市衛生局抽驗結果，4日公布含有「配醣生物鹼」含量高達1496ppm，超過國際標準值的10倍（世界衛生組織對馬鈴薯生物鹼的規範標準，每公斤馬鈴薯含龍葵鹼必須在20至100ppm以內，毒素煮熟也無法降低含量），MOS已全部下架。[7][8][9]
- 2014年4月發生摩斯漢堡員工為救火造成灼傷事件，事後公司卻以員工引發意外申請保險理賠引起社會大眾不滿。更因首天僅給3000元新台幣給予員工，五日後給予15萬元新台幣慰問金，但又說明10萬元為代墊費用需日後償還引發家屬不滿。[10]
- 2014年臺灣食品安全問題事件，摩斯漢堡、辣味摩斯漢堡、摩斯吉士漢堡、辣味摩斯吉士漢堡、Keema咖哩豬排堡的肉醬和咖哩醬使用強冠精清芳油。
- 2015年5月疑似使用日本核災食品，安心食品則發新聞稿表示，媒體所指之疑似核災食品「皆非日本核災區製造之商品」。[11]
- 2017年8月連同麥當勞、肯德基皆曾出現「綠薯條」。 [12][13]
- 2018年，非營利組織Lever槓桿在台灣發布了摩斯漢堡雞蛋供應商[14][15][16]的非公開調查[17]。 摩斯漢堡因使用受限於格子籠中的母雞雞蛋而遭到批評，這些雞蛋已經被歐盟和美國的數州所禁止。 許多其他國際餐飲連鎖店，如麥當勞[18]、漢堡王[19]和Subway[20]已承諾在其主要市場僅使用非籠飼蛋。

### 新加坡
1993年5月一號店在新加坡烏節路上的伊勢丹百貨開幕。 新加坡是所有MOS BURGER 中米漢堡販售最多的國家，米漢堡曾在新加坡出現的期間限定商品為親子井米漢堡、章魚米漢堡、干貝米漢堡等等。另外，新加坡的MOS BURGER 也率先取得外食產業的國際標準規格ISO14001，在環保議題上也積極的執行，減少電力和水的使用量。2017年全國共開設32間門市。

### 中国大陆

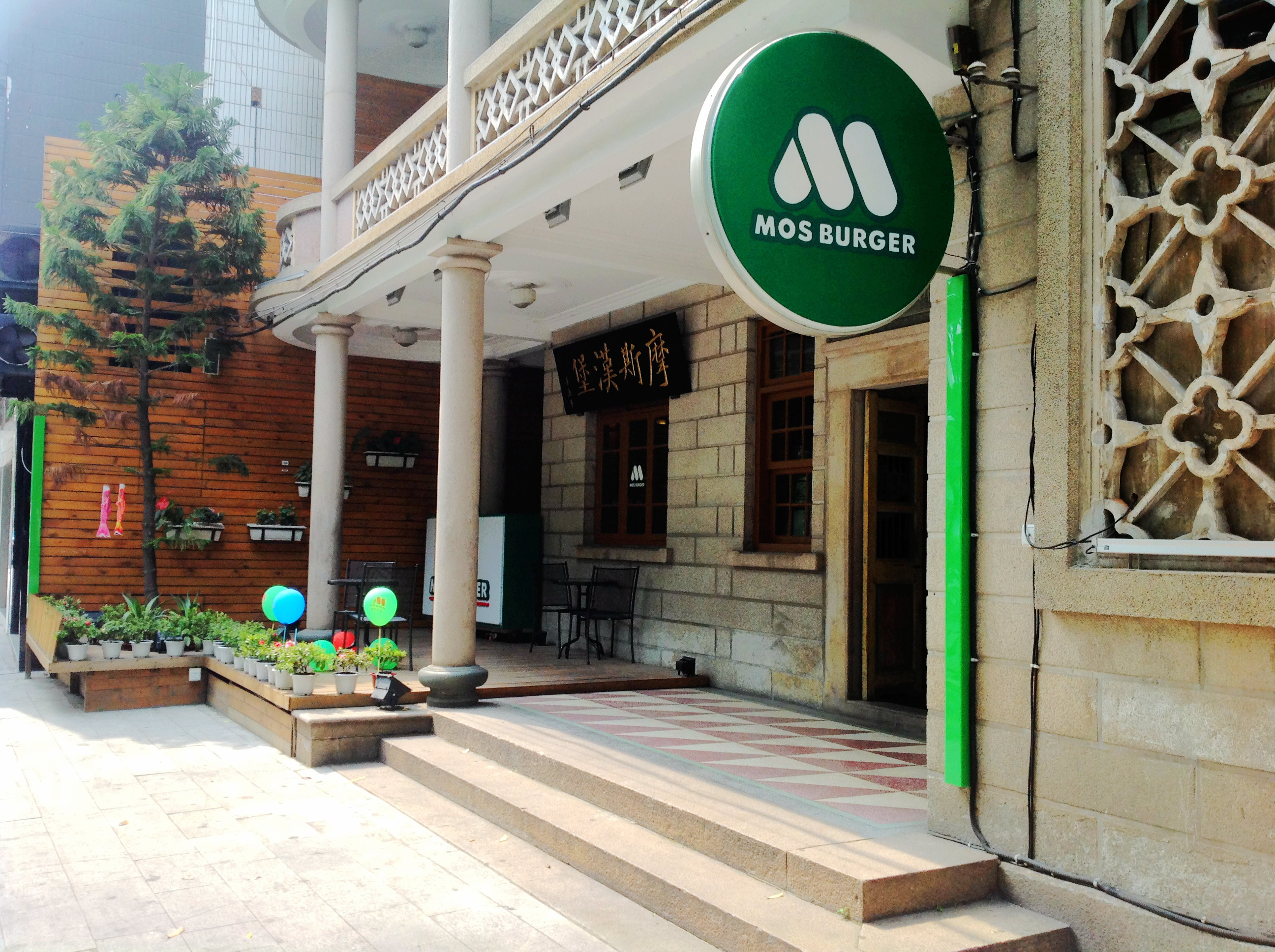
摩斯汉堡泉州店

1994年，摩斯漢堡上海首店「豫园店」開業。同年7月上海三號店「杨浦公园店」開業。1997年，全面撤出上海。在此之前，“MOS”（摩斯漢堡）曾在上海组建「上海莫师饮食管理有限公司」並於1994年至1997年在上海營運多家分店，由於種種原因，上海各門市在1997年後不再得到“MOS”的授權，全面撤出上海，各門市将“MOS”中的“S”抹去後繼續獨自營運未授權經營。2012年12月1日，重回上海的第一間分店“上海宏匯店”試營運，位於上海宏匯國際廣場一層。
2010年2月在福建省廈門市開設店號1店「思明南路店」，2月10日開始試營運，25日正式開幕，提供在亞洲人氣最高的米漢堡，日本暢銷的明星商品也有提供。
2011年11月12日，福州市店號1店「首山路店」，店號2店「五一北路店」正式開幕。
2012年6月，泉州市分店于九一街開業。但展店很慢且已撤出部分城市（如無錫），目前在中國大陸僅有六家分店。
2024年5月，摩斯漢堡宣布撤出中國大陆市場。

### 香港

#### 簡介

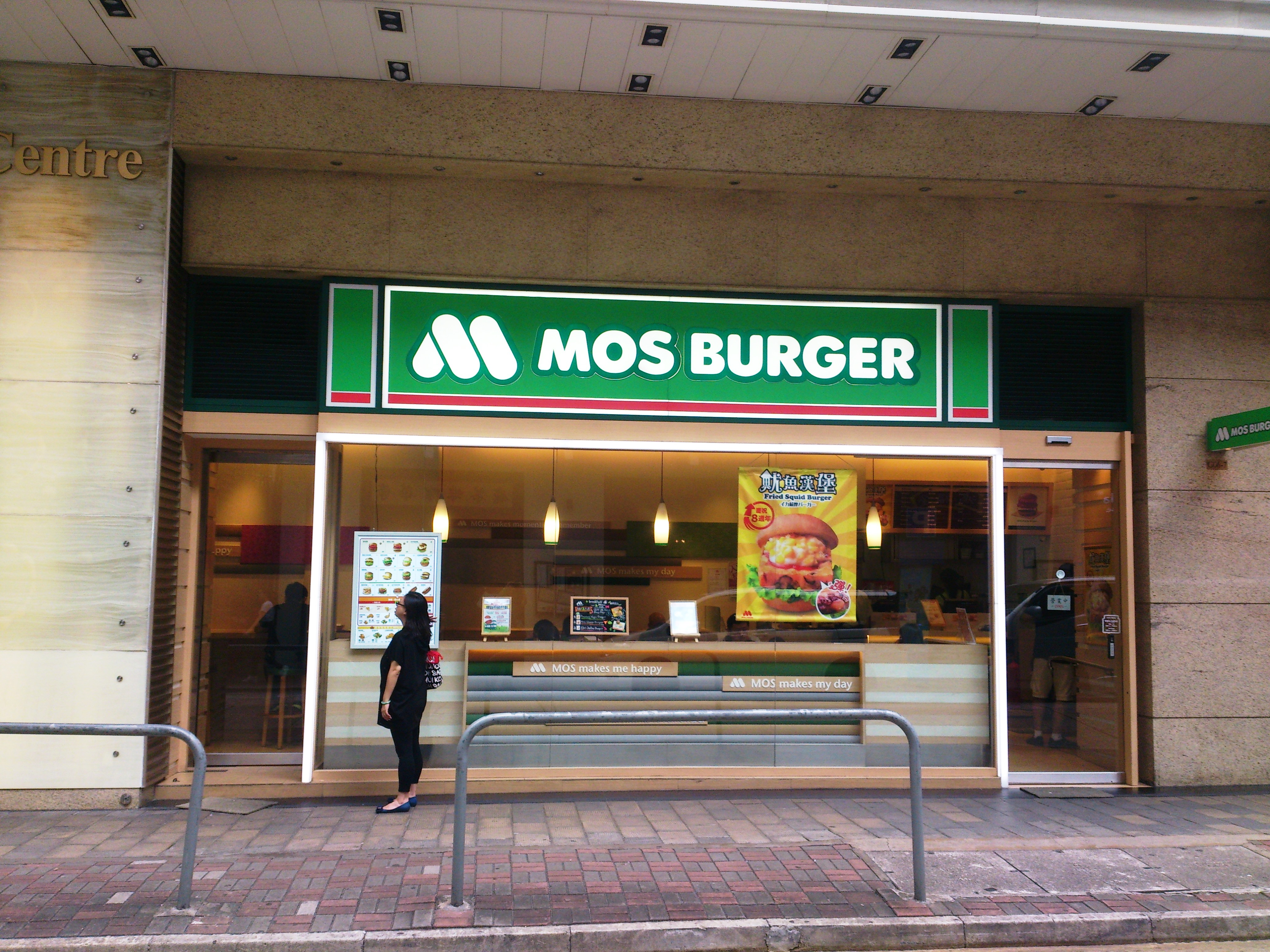
香港灣仔英皇集團中心分店

2006年10月在九龍觀塘的大型綜合商場apm的美食廣場開設香港第一家店，曾經被評論為「就算等了90分鐘也是值得的店」，最初的近半年都有排隊的人潮。其後在香港其他地區開設多間分店。
2009年5月22日香港第10分店於屯門錦薈坊開業，同年6月28日香港第11分店於沙田禾輋廣場開業，再在同年12月於君薈坊開設第12分店。
2010年3月30日香港第13分店於東港城開業，同年12月德福廣場PIAGO開設第16分店。
截至2022年12月，共有45間分店。
2022年12月2日在香港島南區香港仔成都道38號利港中心開業，開設第44分店。
2023年11月在九龍區九龍站開業，開設第45分店。

#### 事件
2021年，香港政府為了更有效管控肺炎疫情，推行流動應用程式「安心出行」，要求食肆讓食客掃描二維碼或登記個人資料才可在晚上進店用饍。可是MOS Burger没有推行相關措施而又沒有交代原因，繼續維持晚市外賣措施。

### 美国
1989年12月美國首店「卡拉卡瓦大道店」在夏威夷開業。

### 泰國
首間摩斯漢堡於2007年3月於曼谷Central World Plaza開店，雖然價錢較高，和份量較少，但大受歡迎，其後於布吉及春武里府等地設店，主要在高檔次商場及旅遊區設店，至2010年8月全國共開設6間分店

### 印度尼西亞
2008年12月在印尼的大型購物店PLAZA SENAYAN開設一號店，到現在為止要求設店最多的國家是印尼，在當地米漢堡是深具話題性的商品，被視為"嶄新的特殊商品"，在當地很多雜誌爭相報導，至2017年共開設2間門市。 。

### 
2011年3月底於澳洲布里斯本Sunnybank Plaza開設第一家店，開幕前夕，於當地華文報紙-昆士蘭日報預告開幕訊息。試賣期間，吸引許多人前來排隊購買，現在在布里斯本中央商業區和黃金海岸亦能購得摩斯漢堡，至2017年全國共開設6間門市。 。
2012年2月28日在首爾開幕了一號店、實驗門市「蠺室樂天店」。針對食與健康十分講究的韓國，韓國人對於摩斯漢堡的印象是「MOS Burger是使用很豐富蔬菜的又美味又健康的漢堡」，很多消費者期盼韓國能有MOS Burger，至2017年共開設13間門市。 

## 外部連結
- 摩斯漢堡日本官方網站 （页面存档备份，存于）
- 摩斯漢堡台灣官方網站 （页面存档备份，存于）
- 摩斯漢堡香港官方網站 （页面存档备份，存于）
- 摩斯漢堡澳洲官方網站 （页面存档备份，存于）
- 摩斯漢堡韓國官方網站 （页面存档备份，存于）
- 摩斯漢堡新加坡官方網站 （页面存档备份，存于）
- 摩斯漢堡泰國官方網站